# 川南町立国光原中学校
川南町立国光原中学校（かわみなみちょうりつ こっこうばるちゅうがっこう）は、宮崎県児湯郡川南町大字川南にある公立中学校。

## 概要
- 生徒数200名
- 学級数9個（通常学級7、特別支援学級2）
- 職員数18名

（2017年4月1日現在）

## 交通
- 宮崎交通バス 「農大校前」バス停より徒歩5分。

## 生徒会活動・部活動など
- 軟式野球部
- ソフトテニス部（男・女）
- バスケットボール部（男・女）
- サッカー部
- 空手部
- 柔道部
- 剣道部
- 音楽部
- 美術部

## 著名な関係者
橋口拓哉(サッカー選手)